# 奥斯卡·特马鲁

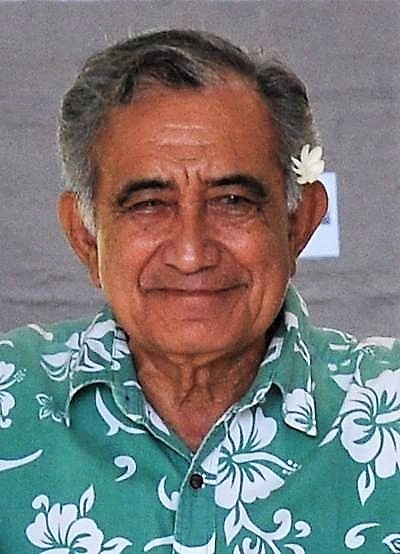
奥斯卡·特马鲁（2015）

奥斯卡·马努塔希·特马鲁（法語：Oscar Manutahi Temaru；1944年11月1日—），是一名法属波利尼西亚政治人物，曾5次担任法属波利尼西亚主席，现任法阿市长、“人民公仆”党主席。
特马鲁出生于塔希提法阿，具有华人血统。